# Plouguin
Plouguin település Franciaországban, Finistère megyében. Lakosainak száma 2236 fő (2022. január 1.). Plouguin Plourin, Coat-Méal, Lampaul-Ploudalmézeau, Ploudalmézeau, Saint-Pabu, Tréglonou, Tréouergat és Milizac-Guipronvel községekkel határos.

## Népesség
A település népességének változása:
| Lakosok száma | 1418 | 1920 | 2060 | 2038 | 2108 | 2131 | 2151 | 2166 | 2173 | 2236 |
|               | 1968 | 1982 | 1990 | 2006 | 2013 | 2015 | 2017 | 2019 | 2020 | 2022 |